# Third/Sister Lovers
Third/Sister Lovers ist das dritte Studioalbum der US-amerikanischen Rockband Big Star. Auch wenn es sich im Grunde genommen um ein Solo-Album von Alex Chilton handelt, gilt es als reguläres Album der Gruppe, die zum Zeitpunkt der Aufnahmen jedoch nur noch aus Chilton und Schlagzeuger Jody Stephens bestand. Bereits 1975 fertiggestellt und testweise auf Vinyl gepresst, erschien das Album erst 1978 unter dem Titel 3rd bzw. Third auf dem Label PVC Records.
1985 wurde es unter dem Titel Sister Lovers neu aufgelegt. Nach der Neuveröffentlichung 1992 durch Rykodisc als Third/Sister Lovers ist das Album inzwischen unter dem zusammengesetzten Titel bekannt. Es wird auch als das „legendäre dritte Album“ von Big Star bezeichnet. Produziert wurde es von Jim Dickinson in den Ardent Studios in Memphis.

## Entstehungsgeschichte und Musikstil
Chris Bell verließ die Band bereits 1972 wegen interner Streitigkeiten während der Aufnahmen für das zweite Album Radio City. Auch Andy Hummel war frühzeitig ausgestiegen. Chilton hatte nun die Leitung der Band inne, die im Grunde nur noch aus ihm und Jody Stephens bestand. Er war auch Komponist aller Titel mit Ausnahme von Lou Reeds Femme Fatale. Die Schachteln mit den Originalbändern des Studios sind mit dem Titel Jody & Al Project beschriftet und in den Aufzeichnungen von Ardents Toningenieur Larry Nix ist nur die Rede von Chilton. Chilton litt zu dieser Zeit unter schweren Alkohol- und Drogenproblemen. Dies prägte die Aufnahmen und die Stimmung des Albums maßgeblich.
Die Aufnahmen fanden in der zweiten Jahreshälfte 1974 statt, das Mastering erfolgte im Februar 1975. Zu diesem Zeitpunkt hatte sich Big Star bereits aufgelöst. Die Plattenfirma Stax Records veröffentlichte das letzte Album allerdings „… wegen mangelnder Erfolgsaussichten …“ zunächst nicht. Erst 1978 erschien das Album beim Indie-Label PVC Records unter dem Titel 3rd bzw. Third. Bruno Jaschke schrieb, das Album „wirkt wie von einem gemacht, der mit dem Rücken zur Wand steht, sich aber schon gar nicht mehr besonders darum schert. […] In den Inhalten wuchert eine Depression, die musikalisch fast plastische Bilder findet wie in ‚Holocaust‘, wo sich Kraftlosigkeit, Zeitlupentempo und eine jenseitig klingende dissonante Gitarre zu morbider Grabesruhe kombinieren.“ Wegen seiner komplizierten Entstehungsgeschichte wurde Third/Sister Lovers mehrfach mit dem unvollendeten Album Smile der Beach Boys verglichen.

## Später Erfolg des Albums
Auch vier Jahre nach den Aufnahmen und der ersten Veröffentlichung war das Album „seiner Zeit noch immer weit voraus“. Es „…ist eine ebenso zerbrechliche wie dynamische und verstörende Musik, die Chilton […] als freundlichen Zyniker und bleichen Apokalyptiker präsentierte.“ Mitte der 1980er Jahre machten Bands wie R.E.M., The Bangles, Violent Femmes und die Replacements, die erklärte Fans von Big Star waren, deren Namen wieder populär. So kam es 1992 unter dem Titel Sister Lovers bei Rykodisc unter der Regie von Jim Dickinson und der Verwendung zusätzlicher Titel aus den Aufnahmesessions zu einer ersten Wiederveröffentlichung des Albums, die für sich in Anspruch nimmt, den ursprünglichen Absichten am ehesten zu entsprechen. Ein Comeback Alex Chiltons, der 2010 in New Orleans starb, wurde so eingeleitet. Auf der 4-CD-Box Keep An Eye On The Sky aus dem Jahr 2009 (bei Rhino Records erschienen) sind sämtliche Studio- und Demoaufnahmen der Band und damit auch des Albums Third/Sister Lovers dokumentiert. 2016 veröffentlichte das Label Omnivore Recordings die Restauration der Aufnahmesessions des dritten Albums auf drei CDs als Complete Third.
Von Songs des Albums existieren zahlreiche Coverversionen, darunter Kangaroo von Jeff Buckley und This Mortal Coil, Holocaust von Placebo, Jesus Christ von R.E.M. und Teenage Fanclub, Take Care von Yo La Tengo und Nightime von The Afghan Whigs.

## Titelliste
Bis auf die gekennzeichneten Ausnahmen stammen alle Songs aus der Feder von Alex Chilton.

### Testpressung (1975)
Die Testpressung wurde 2011 als Third (Test Pressing Edition) von Omnivore Recordings veröffentlicht.
| Seite 1 1. Stroke It Noel – 2:06 2. Downs – 2:44 3. Femme Fatale (Lou Reed) – 3:29 4. Thank You Friends – 3:06 5. Holocaust – 3:48 6. Jesus Christ – 2:20 7. Blue Moon – 2:06 | Seite 2 8. Kizza Me – 2:43 9. Sometimes (For You) – 2:44 10. O, Dana – 2:35 11. Nightime – 2:52 12. Whole Lotta Shakin’ Goin’ On (David Curly Williams) – 3:23 13. Kanga Roo – 3:46 14. Take Care – 2:48 |

### Erstveröffentlichung (1978)
PVC Records veröffentlichte 1978 3rd. Die Neuauflage von 1985 erhielt den Titel Big Star’s 3rd: Sister Lovers.
| Seite 1 1. Stroke It Noel – 2:06 2. For You – 2:44 3. Kizza Me – 2:43 4. You Can’t Have Me – 3:18 5. Nightime – 2:52 6. Blue Moon – 2:06 7. Take Care – 2:48 | Seite 2 8. Jesus Christ – 2:20 9. Femme Fatale (Lou Reed) – 3:29 10. O, Dana – 2:35 11. Big Black Car – 3:37 12. Holocaust – 3:48 13. Kanga Roo – 3:46 14. Thank You Friends – 3:06 |

### Third/Sister Lovers (1992)
Third/Sister Lovers samt Bonustracks wurde 1992 von Rykodisc auf CD veröffentlicht.
1. Kizza Me – 2:44
2. Thank You Friends – 3:05
3. Big Black Car – 3:35
4. Jesus Christ – 2:37
5. Femme Fatale (Lou Reed) – 3:28
6. O, Dana – 2:34
7. Holocaust – 3:47
8. Kangaroo – 3:46
9. Stroke It Noel – 2:04
10. For You – 2:41 (Jody Stephens)
11. You Can't Have Me – 3:11
12. Nightime – 2:53
13. Blue Moon – 2:06
14. Take Care – 2:46
15. Nature Boy (Eden Ahbez) – 2:30
16. Till the End of the Day (Ray Davies) – 2:13
17. Dream Lover – 3:31
18. Downs (Chilton, Lesa Aldridge) – 1:43
19. Whole Lotta Shakin’ Goin On (David Curly Williams) – 3:20

## Rezeption
Der Rolling Stone wählte Third/Sister Lovers 2003 auf Platz 449 und 2020 auf Platz 285 der 500 besten Alben aller Zeiten.
Der New Musical Express führt es auf Platz 451 der 500 besten Alben aller Zeiten und auf Platz 39 der 100 besten Alben der 1970er Jahre.
In der Auswahl der 200 besten Alben der Zeitschrift Uncut belegt es Platz 53.
Mojo wählte das Album 1995 auf Platz 40 der 100 besten Alben.
Die Website Pitchfork führt Third/Sister Lovers auf Platz 66 der 100 besten Alben der 1970er Jahre.
Das Album wurde in die 1001 Albums You Must Hear Before You Die aufgenommen.
Die erstmals 2011 veröffentlichte Testpressung war 2012 für den Independent Music Award in der Kategorie Best Reissue nominiert.

## Complete Third
Mit Complete Third veröffentlichte das Independent-Label Omnivore Recordings im Oktober 2016 eine dreiteilige Zusammenstellung sämtlicher Aufnahmen, die während der Produktion von Third 1974 entstanden waren, darunter bis dahin unveröffentlichte Demoaufnahmen und alternative Takes. Beispielsweise enthält Complete Third eine von Lesa Aldridge gesungene Version von The Velvet Undergrounds After Hours sowie einen Take von For You mit Gesang von Alex Chilton; die Albumversion wurde von Songwriter Jody Stephens gesungen.
Die Komplettausgabe enthält 69 Songs auf 3 CDs mit den Titeln Vol. 1: Demos to Sessions to Roughs, Vol. 2: Roughs to Mixes und Vol. 3: Final Masters. Im Oktober 2016, Februar 2017 und Mai 2017 erschienen die drei Teile separat auch als Doppelalbum auf LP.
Die Neuveröffentlichung wurde von der Fachpresse sehr positiv rezensiert. Der Rolling Stone wählte Complete Third auf Platz 6 der 10 besten Reissues 2016. The Guardian lobte das Boxset als „definitive Version“ eines „Kult-Meisterwerks“.
Vol. 1: Demos to Sessions to Roughs
1. Like St. Joan (Kanga Roo) (Demo)  (1)
2. Lovely Day (Demo)
3. Downs (Demo)
4. Femme Fatale (Demo)
5. Thank You Friends (Demo)
6. Holocaust (Demo)
7. Jesus Christ (Demo)
8. Blue Moon (Demo)
9. Nightime (Demo)
10. Take Care (Demo)
11. Big Black Car (Demo #2/Acoustic Take 1)
12. Don’t Worry Baby
13. I’m In Love With A Girl  (1)
14. Big Black Car (Demo #3/Acoustic Take 2)
15. I’m So Tired (gesungen von Chilton und Lesa Aldridge)  (1)
16. That’s All It Took (gesungen von Chilton und Lesa Aldridge)  (1)
17. Pre-Downs  (1)
18. Baby Strange  (1)
19. Big Black Car (Demo #1/Band)
20. Kizza Me (Dickinson Rough Mix/Chilton Leadgesang)  (1)
21. Till the End Of the Day (Dickinson Rough Mix/Chilton Leadgesang)  (1)
22. Thank You Friends (Dickinson Rough Mix/Chilton Leadgesang)  (1)
23. O, Dana (Dickinson Rough Mix)  (1)
24. Dream Lover (Dickinson Rough Mix)  (1)

Vol. 2: Roughs to Mixes
1. Big Black Car (Dickinson Rough Mix/Chilton Leadgesang)  (1)
2. Whole Lotta Shakin’ Goin’ On (Dickinson Rough Mix)  (1)
3. Take Care (Dickinson Rough Mix)  (1)
4. Holocaust (Dickinson Rough Mix)  (1)
5. Nightime (Dickinson Rough Mix)  (1)
6. Thank You Friends (Dickinson Rough Mix)  (1)
7. Nature Boy (Dickinson Rough Mix)  (1)
8. After Hours (Lou Reed) (gesungen von Lesa Aldridge)  (1)
9. Stroke It Noel (Backwards Intro)
10. Lovely Day (Fry Rough Mix)  (1)
11. Nightime (Fry Rough Mix)  (1)
12. Blue Moon (Fry Rough Mix)  (1)
13. Till The End Of The Day (Alternate Mix #1)
14. Big Black Car (Fry Rough Mix)
15. Holocaust (Fry Alternate/Rough Mix)
16. Downs  (Fry Rough Mix) (Chilton, Lesa Aldridge)  (1)
17. Kanga Roo (Fry Rough Mix)
18. Femme Fatale (Fry Rough Mix)  (1)
19. For You (Jody Stephens) (Alternate Version/Chilton Leadgesang)  (1)
20. Thank You Friends (Fry Rough Mix)  (1)
21. Take Care (Alternate Version/Chilton Leadgesang)  (1)
22. Kizza Me (Fry Rough Mix)  (1)
23. Till the End Of the Day (Fry Rough Mix #2/gesungen von Alderidge)
24. Nature Boy (Fry Rough Mix)
25. Mañana

Vol. 3: Final Masters
1. Stroke It Noel
2. Downs
3. Femme Fatale
4. Thank You Friends
5. Holocaust
6. Jesus Christ
7. Blue Moon
8. Kizza Me
9. For You
10. O, Dana
11. Nightime
12. Whole Lotta Shakin’ Goin’ On
13. Kanga Roo
14. Take Care
15. Big Black Car
16. Dream Lover
17. You Can’t Have Me
18. Till the End Of the Day
19. Lovely Day
20. Nature Boy